# Alexander Donald Powys Campbell
Alexander Donald Powys Campbell, britanski general, * 1894, † 1974.